# Ulysse Chevalier
Ulysse Chevalier (* 24. Februar 1841 in Rambouillet; † 27. Oktober 1923 in Romans-sur-Isère) war ein französischer Geistlicher und Mediävist, Autor wichtiger bibliographischer Werke zum Mittelalter.
Chevalier studierte an der Universität Lyon, wo er unter anderem Kirchengeschichte bei Léopold Delisle hörte. Er war Professor für Kirchengeschichte an der Katholischen Universität von Lyon und katholischer Priester (Abbé, später Kanoniker).
Sein Hauptwerk ist das Répertoire des sources historiques du moyen âge, das in zwei Teilen erschien. Die Bio-bibliographie, erschienen 1877 bis 1888 (zweite Auflage 1905), enthält Informationen zu allen historischen Personen, die zwischen den Jahren 1 und 1500 lebten und in gedruckten Büchern erwähnt wurden mit genauen bibliographischen Nachweisen. Die Topo-bibliographie, erschienen 1894 bis 1903, enthält alle Ortsnamen, die in Büchern zum Mittelalter erwähnt wurden, und ergänzende Informationen zum ersten Teil.
1893 bis 1897 veröffentlichte er die Bibliothèque liturgique in sechs Bänden, davon in Band 3 und 4 das Repertorium hymnologicum, ein Verzeichnis katholischer Kirchengesänge in sechs Bänden, das mehr als 20.000 Artikel umfasst.
1906 veröffentlichte er eine kritische Arbeit zu der Legende um die Basilica der Santa Casa in Loreto (Notre Dame de Lorette. Étude critique sur l’authenticité de la Santa Casa) und er veröffentlichte auch zum Turiner Grabtuch, das nach ihm nicht älter als aus dem 14. Jahrhundert ist.
Daneben veröffentlichte er zahlreiche Werke zur lokalen Kirchengeschichte speziell im Dauphiné und zum Beispiel die Briefe von Hugues de Lionne, die Werke des Bischofs Avitus von Vienne und eine Bio-Bibliographie zu Dante.
Er war korrespondierendes Mitglied der Königlichen Gesellschaft der Wissenschaften zu Göttingen (ab 1910), Mitglied der Académie des inscriptions et belles-lettres (ab 1912) und assoziiertes Mitglied der Académie royale des Sciences, des Lettres et des Beaux-Arts de Belgique (Classe des Lettres et des Sciences morales et politiques) ab 1904.